# Klebark Wielki
Klebark Wielki (deutsch Groß Kleeberg) ist ein Ort in der polnischen Woiwodschaft Ermland-Masuren. Er gehört zur Gmina Purda (Landgemeinde Groß Purden) im Powiat Olsztyński (Kreis Allenstein).

## Geographische Lage
Klebark Wielki liegt am Nordufer des Groß Kleeberger Sees (polnisch Jezioro Klebarskie) im Westen der Woiwodschaft Ermland-Masuren, neun Kilometer südöstlich der Kreis- und Woiwodschaftshauptstadt Olsztyn (deutsch Allenstein).

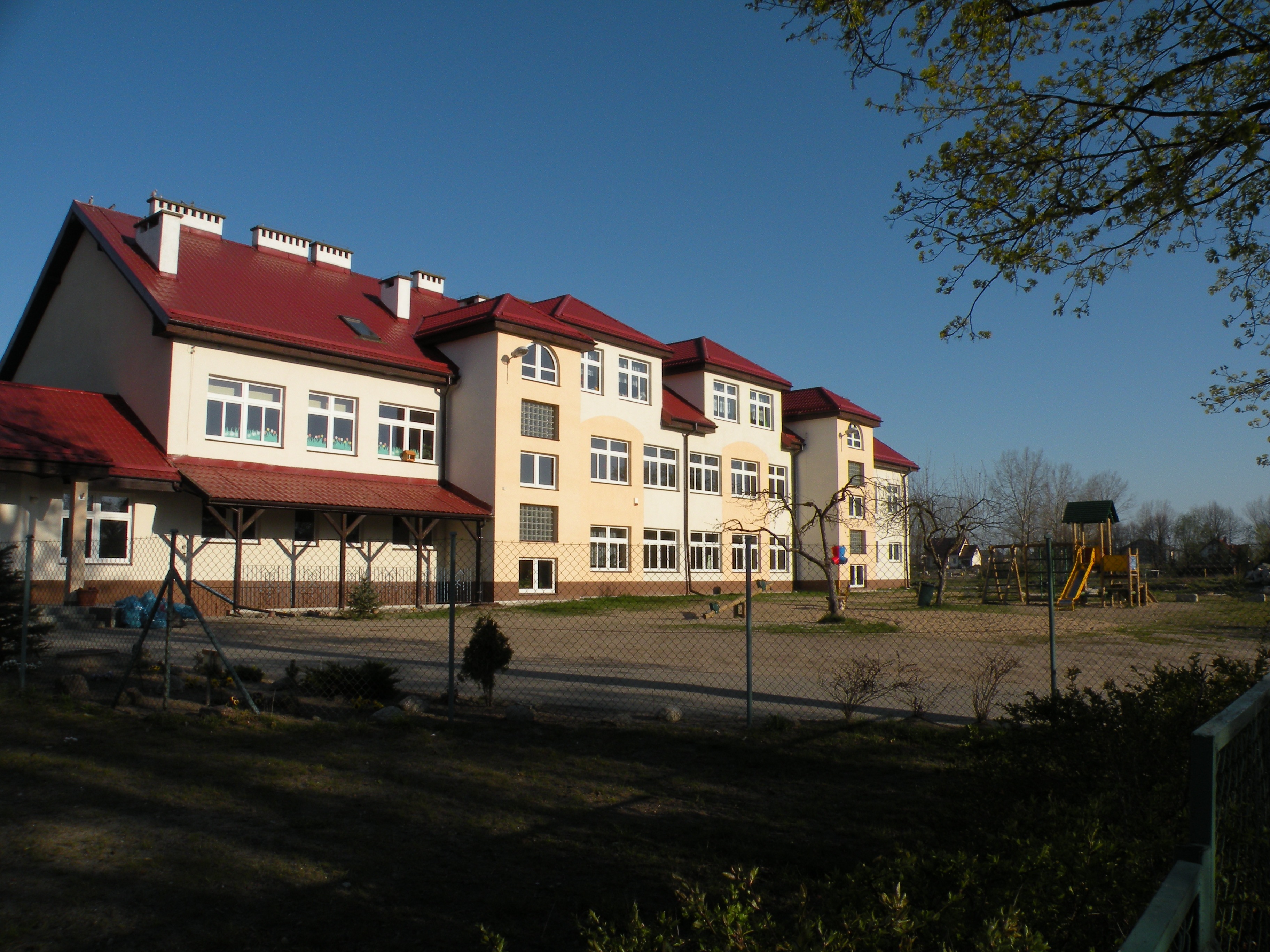
Schulgebäude in Klebark Wielki

|  |

## Geschichte

### Ortsgeschichte
Das Kirch- und Gutsdorf Clebergk wurde am 13. April 1352 erstmals erwähnt und erhielt die Handfeste am 27. Mai 1357. Im 16. Jahrhundert hieß das Dorf auch Alt Kleeberg, aber die Zusatzbezeichnung wurde bereits vor 1785 in Groß~ geändert.
Am 7. Mai 1874 wurde Groß Kleeberg Amtsdorf für den neu errichteten Amtsbezirk Kleeberg im Kreis Allenstein im Regierungsbezirk Königsberg (1905 bis 1945: Regierungsbezirk Allenstein) der preußischen Provinz Ostpreußen.
458 Einwohner waren im Jahre 1910 in Groß Kleeberg registriert. Ihre Zahl belief sich im Jahre 1933 auf 441 und stieg bis 1939 auf 521.

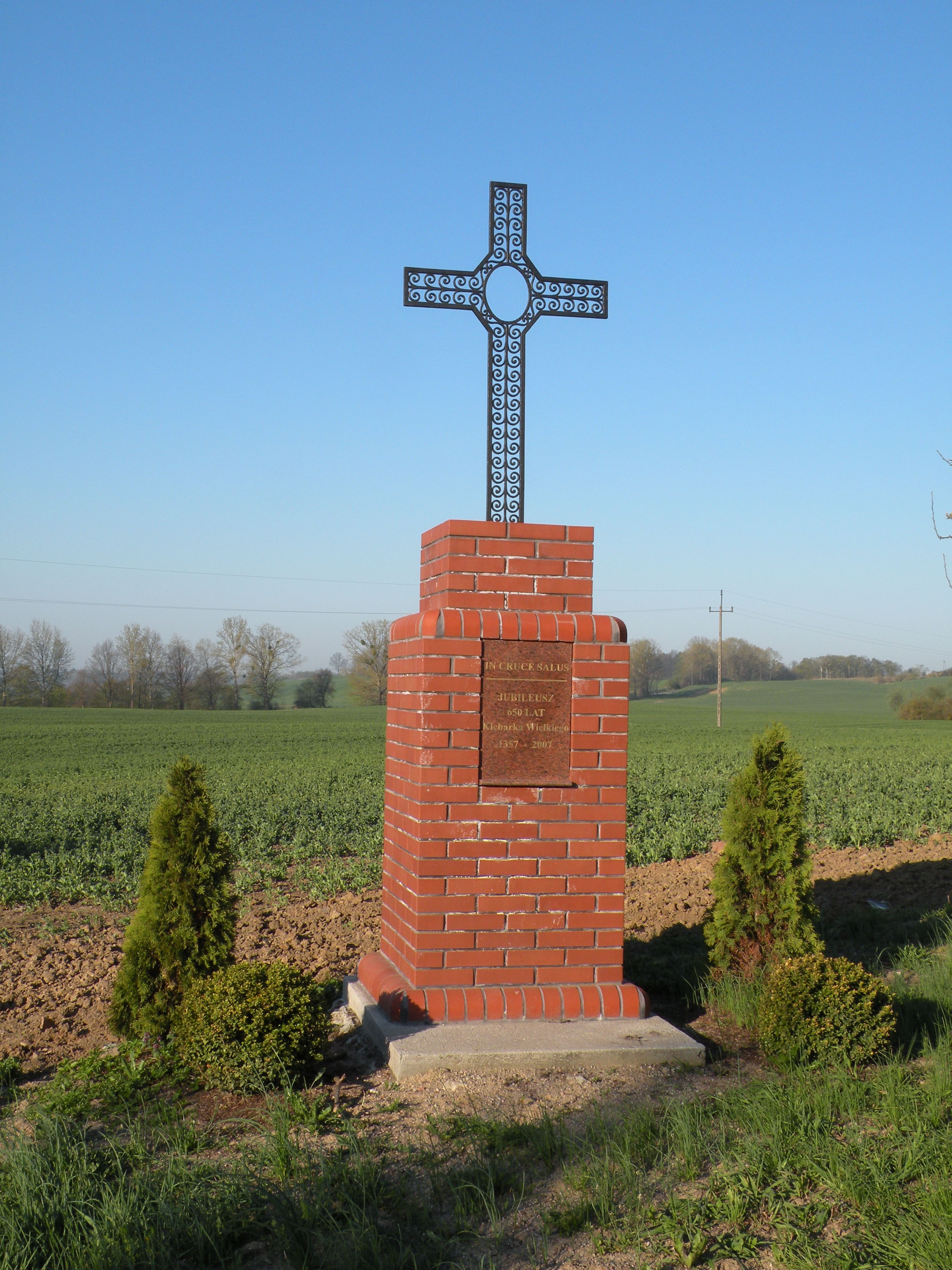
Wegekreuz zur Erinnerung an die 650-Jahr-Feier im Jahre 2007

Mit der Überstellung des gesamten südlichen Ostpreußen an Polen in Kriegsfolge im Jahre 1945 erhielt Groß Kleeberg die polnische Namensform „Klebark Wielki“.
Zwischen 1954 und 1972 war das Dorf Zentrum der danach aufgelösten Gromada Klebark Wielki.
Heute ist der Ort in die Landgemeinde Purda (Groß Purden) im Powiat Olsztyński (Kreis Allenstein) eingegliedert, von 1975 bis 1998 der Woiwodschaft Olsztyn, seither der Woiwodschaft Ermland-Masuren zugehörig. Im Jahre 2011 zählte Klebark Wielki 501 Einwohner.
Im Jahre 2007 beging das Dorf seine 650-Jahr-Feier. An dieses Ereignis erinnert ein  Wegekreuz.

### Amtsbezirk Kleeberg (1874–1945)
Zum Amtsbezirk Kleeberg gehörten die Landgemeinden bzw. Gutsbezirke:
| Deutscher Name                                 | Polnischer Name                    | Anmerkungen                           |
| ---------------------------------------------- | ---------------------------------- | ------------------------------------- |
| Groß Kleeberg                                  | Klebark Wielki                     |                                       |
| Klein Kleeberg                                 | Klebark Mały                       |                                       |
| Neu Patricken                                  | Nowy Patryki (?), Kazimierzowo (?) | 1928 nach Patricken eingemeindet      |
| Patricken                                      | Patryki                            |                                       |
| Quidlitz                                       | Silice                             |                                       |
| Seebezirke (Groß~, Klein Kleeberger See u. a.) |                                    | 1928 nach Quidlitz eingemeindet       |
| ab 1881: Elisenhof                             | Ostrzeszewo                        | 1928 nach Klein Kleeberg eingemeindet |

## Kirche

### Römisch-katholisch
Eine Kirche soll in Groß Kleeberg bereits 1352 gestanden haben. Die Reformation hatte auf den Ort keinen besonderen Einfluss, sodass die überwiegende Mehrheit der Einwohner der römisch-katholischen Kirche zugehörig war und weiterhin ist.
Die jetzige Kirche wurde von 1892 bis 1896 nach den Plänen des Architekten Fritz Heitmann erbaut. Sie ist jetzt die Pfarrkirche des Kirchspiels Klebark Wielki innerhalb des Dekanats Olsztyn V. - Komoran im Erzbistum Ermland.

### Evangelisch
Bis 1945 war Groß Kleeberg in die evangelische Kirche Allenstein in der Kirchenprovinz Ostpreußen der Kirche der Altpreußischen Union eingepfarrt. Heute gehören die evangelischen Einwohner von Klebark Wielki zur Christus-Erlöser-Kirche Olsztyn (Allenstein) in der Diözese Masuren der Evangelisch-Augsburgischen Kirche in Polen.

## Verkehr
Klebark Wielki liegt an einer Nebenstraße, die von Olsztyn (Allenstein) über Silice (Quidlitz) und Prejłowo (Preylowen, von 1938 bis 1945 Preiwils), bis nach Podlazy (Podlassen, von 1938 bis 1945 Klausenhof) führt. Über eine andere Nebenstraße von Klewki (Klaukendorf) kommend ist Klebark Wielki mit der polnischen Landesstraße 53 (einstige deutsche Reichsstraße 134) verbunden.
Eine Anbindung an den Bahnverkehr besteht nicht.

## Persönlichkeiten

### Mit dem Ort verbunden
- Paul Chmielewski (1889–1945), deutscher römisch-katholischer Geistlicher und Märtyrer
- Erich Thiel (1898–1973), deutscher Wirtschaftsgeograph und Autor